# Hugo Buff
Hugo Buff (* 31. Oktober 1908 in Wolfhalden; † 12. Juli 1966 ebenda; heimatberechtigt in Wolfhalden) war ein Schweizer Journalist und Politiker aus Appenzell Ausserrhoden.

## Leben
Hugo Buff war ein Sohn des Landwirts und Seidenwebers Albert Buff. 1941 heiratete er Emilie Hohl, eine Tochter des Landwirts Johannes Hohl. Von 1934 bis 1937 arbeitete er in der Redaktionskommission des Heimarbeiters. Von 1937 bis 1960 war er führender Kopf der Redaktionskommission der Gewerkschaftszeitung Der Seidenweber. Von 1936 bis 1947 sowie 1960 bis 1964 war Hugo Buff  Ausserrhoder Kantonsrat. Er gab 1941 die Seidenweberei und Landwirtschaft zugunsten seiner publizistischen Tätigkeit auf. Der Seidenweber wurde zu seinem persönlichen Sprachrohr, wobei er politisch einen unabhängigen liberalen Kurs zwischen Bürgerlichen, Freiwirtschaftern und Sozialdemokraten verfolgte und öfters auch vom Gewerkschaftskurs abwich. Seine angriffige Schreibart verschaffte ihm über den Berufsstand der Seidenweber hinaus Beachtung. Er war Gründer der Vereinigung freier Demokraten in Wolfhalden, arbeitete ab 1944 im Zentralsekretariat des Seidenbeuteltuchweber-Verbandes und wirkte als Aktuar des Ostschweizerischen Heimarbeiterverbandes.

## Werke
- Die Seidenbeuteltuch-Weberei im Appenzeller Vorderland einst und jetzt. In: Appenzeller Zeitung, 6. September 1963, Beilage Das Land Appenzell 450 Jahre im Bund der Eidgenossen, S. 17–19.